# Рашников, Виктор Филиппович
Ви́ктор Фили́ппович Ра́шников (род. 13 октября 1948, Магнитогорск, Челябинская область) — российский инженер-металлург и бизнесмен, председатель совета директоров и председатель комитета по стратегическому планированию ПАО «Магнитогорский металлургический комбинат», доктор технических наук (1998). Основной владелец Магнитогорского металлургического комбината. Герой Труда Российской Федерации (2022).
С 2022 года за поддержку российской войны против Украины Виктор Рашников находится под персональными санкциями США, Великобритании, Европейского союза и ряда других стран.

## Биография
Родился в семье работника Магнитогорского металлургического комбината Филиппа Никифоровича Рашникова (1912—1996) и Галины Егоровны (1919—2017).
Окончил школу-восьмилетку, а затем Магнитогорский индустриальный техникум.
В 1974 году окончил Магнитогорский горно-металлургический институт по специальности «Обработка металлов давлением», в 1994 году получил второй диплом по специальности «Организация управления производством».
В 1996 году в Магнитогорской государственной горно-металлургической академии защитил диссертацию на соискание учёной степени кандидата технических наук на тему «Совершенствование сквозной технологии производства проката из конструкционных сталей с целью повышения качества продукции».
В 1998 году в Магнитогорской государственной горно-металлургической академии защитил диссертацию на соискание учёной степени доктора технических наук на тему «Развитие технологических систем на основе комплексного моделирования для производства конкурентоспособного стального проката».
Трудовую деятельность начал на Магнитогорском металлургическом комбинате в 1967 году слесарем цеха ремонта металлургического оборудования № 2. Работал оператором, бригадиром, мастером, начальником смены, начальником цеха.
В 1985—1990 годах заместитель главного инженера — начальник управления по производству и поставкам продукции. В 1991 году назначен главным инженером — первым заместителем генерального директора Анатолия Старикова. В 1993—1994 годах — первый заместитель генерального директора — директор торгового дома ММК.
В начале июля 1997 года назначен исполняющим обязанности генерального директора, а с 2 августа 1997 года назначен генеральным директором Магнитогорского металлургического комбината.
В феврале 2005 года объявил о своём намерении покинуть пост генерального директора, основной причиной такого решения называлось решение вопросов оперативного управления предприятия и необходимостью сосредоточиться на вопросах стратегического развития. В апреле 2005 года избран председателем совета директоров ММК. По предложению Рашникова генеральным директором был назначен Геннадий Сеничев.
В 2006—2014 годах президент ООО «Управляющая компания ММК».
Пять раз избирался депутатом Законодательного собрания Челябинской области. Является президентом Союза промышленников и предпринимателей Челябинской области, президентом Международного клуба менеджеров имени Петра Великого, президентом хоккейного клуба «Металлург». Член бюро правления Российского союза промышленников и предпринимателей. Председатель российской части российско-марокканского делового совета. Почётный гражданин Магнитогорска. Почётный гражданин Челябинской области.
Женат. Имеет двух дочерей, Ольгу и Татьяну.

## Международные санкции
15 марта 2022 года после вторжения России на Украину попал под персональные санкции стран Евросоюза и Великобритании, так как «он является ведущим российским бизнесменом, работающим в секторах экономики, обеспечивающих существенный источник дохода правительству Российской Федерации, которое несет ответственность за аннексию Крыма и дестабилизацию Украины».
3 мая 2022 года включён в санкционный список Канады «соратников режима» за «соучастие в выборе президента Путина для вторжения в мирную и суверенную страну».
2 августа 2022 года был включен в санкционный список США «против элиты и компаний приносящих значительный доход российскому режиму» вместе с компанией "MMK", председателем совета директоров которой он является так как компания «является одним из крупнейших налогоплательщиков России, обеспечивая существенный источник дохода для Правительства России».
7 октября 2022 года попал под санкции Японии «в ответ на псевдореферендумы на оккупированных украинских территориях».
Также находится под санкциями Швейцарии, Австралии, Украины и Новой Зеландии.

## Научная и изобретательская деятельность
Автор 107 изобретений (патентов).
Почётный профессор МИСиС (2002).

## Благотворительная деятельность
Под руководством Рашникова Магнитогорский металлургический комбинат реализует благотворительные и социальные инициативы через корпоративный благотворительный фонд «Металлург».
В основном за счёт средств ММК был построен Свято-Вознесенский собор в Магнитогорске.
В декабре 2019 был презентован проект по преобразованию городской среды «Притяжение» (генеральный проектировщик проекта компания ООО "Институт «Мосинжпроект»). Общая площадь реализации проекта составит 400 га.
В апреле 2020 года в связи с пандемией COVID-19 принял решение о выделении 500 миллионов рублей Магнитогорску на финансирование социальных и противовирусных мероприятий, средства были направлены на закупку оборудования для медицинских учреждений, детям из малообеспеченных семей и закупку продуктовых наборов.

## Оценка состояния
Основной владелец Магнитогорского металлургического комбината: по состоянию на 3 марта 2022 года через ООО "Альтаир" владеет 79,76% акций комбината.
Российский журнал «Финанс» в 2010 году оценил состояние Виктора Рашникова в $8 млрд (четырнадцатое место в России).
Американский экономический журнал Forbes в 2011 году оценил состояние Рашникова в $11,2 млрд что соответствует 11 месту в списке 200 богатейших бизнесменов России. В 2019 году Виктор Рашников занял четырнадцатую позицию в рейтинге «20 богатейших российских бизнесменов», опубликованном журналом Forbes. За 2018 год его капитал уменьшился на $400 млн, и составил $8,9 млрд.
В российском рейтинге богатейших бизнесменов России, опубликованном в апреле 2021 года журналом Forbes, Виктор Рашников занимает 15-е место с состоянием 11,2 млрд долларов. За прошедший год его состояние выросло на 3,9 млрд долларов.
Предыдущие оценки состояния журналом Forbes:
| Показатель         | 2006 | 2007 | 2008 | 2009 | 2010 | 2011 | 2012 | 2013 | 2014 | 2015 | 2016 | 2017 | 2018 | 2019 | 2020 | 2021 | 2022 | 2023 | 2024  |
| Состояние ($ млрд) | 3,6  | 7,0  | 10,4 | 2,5  | 9,8  | 11,2 | 5,6  | 4,2  | 2,8  | 3,5  | 3,8  | 8,3  | 9,3  | 8,9  | 7,3  | 11,2 | 6,6  | 10,2 | 10,26 |
| Место (в мире)     | 185  | 104  | 73   | 261  | 71   | 70   | 183  | 308  | 609  | 497  | 403  | 156  | 164  | 162  | 200  | 195  | 375  | 171  | 203   |
| Место (в России)   | 20   | 15   | 16   | 16   | 9    | 11   | 23   | 27   | 37   | 30   | 23   | 14   | 14   | 14   | 15   | 15   | 18   | 14   | 13    |

## Награды и звания
- Герой Труда Российской Федерации (14 ноября 2022) — за особые трудовые заслуги перед государством и народом[38]
- Орден «За заслуги перед Отечеством» II степени (2 сентября 2013) — за большой вклад в развитие металлургической промышленности и многолетний добросовестный труд[39]
- Орден «За заслуги перед Отечеством» III степени (22 мая 2004) — за большой личный вклад в развитие металлургической промышленности и многолетнюю добросовестную работу[40]
- Орден «За заслуги перед Отечеством» IV степени (4 октября 1998) — за заслуги перед государством, многолетний добросовестный труд и большой вклад в укрепление дружбы и сотрудничества между народами[41]
- Орден Александра Невского (13 ноября 2018) — за достигнутые успехи и многолетнюю добросовестную работу[42]
- Орден Почёта (29 мая 1995) — за большие достижения в труде и многолетнюю работу в акционерном обществе «Магнитогорский металлургический комбинат» (Челябинская область)[43]
- Медаль «За трудовую доблесть» (1986)
- Благодарность Президента Российской Федерации (5 августа 2002) — за большой вклад в развитие металлургической промышленности и многолетний добросовестный труд[44]
- Благодарность Президента Российской Федерации (24 октября 2003) — за большой личный вклад в развитие металлургической промышленности и достигнутые трудовые успехи[45]
- Знак отличия «За заслуги перед Челябинской областью» (13 октября 2008) — за выдающиеся заслуги в развитии металлургической промышленности в Челябинской области[46]
- Медаль «За вклад в развитие Челябинской области» (18 мая 2023) — за заслуги в экономической и общественной деятельности, получившей широкую общественную известность и признательность
- Знак отличия «За благое дело» (5 октября 2023) — за работу по созданию комфортное и благоприятной среды для населения Челябинской области, активную помощь в улучшении материально-технического обеспечения организаций образования и здравоохранения, расположенных на территории Челябинской области
- Орден преподобного Сергия Радонежского (2001)
- Орден святого благоверного князя Даниила Московского (2005)
- Медаль ФНПР «100 лет профсоюзам России»[47].
- Премия Правительства Российской Федерации в области науки и техники (2000[48] и 2002[49])
- Почётный гражданин Магнитогорска (1999)
- Почётный гражданин Челябинской области (2004)[50]